# Prasat Suor Prat

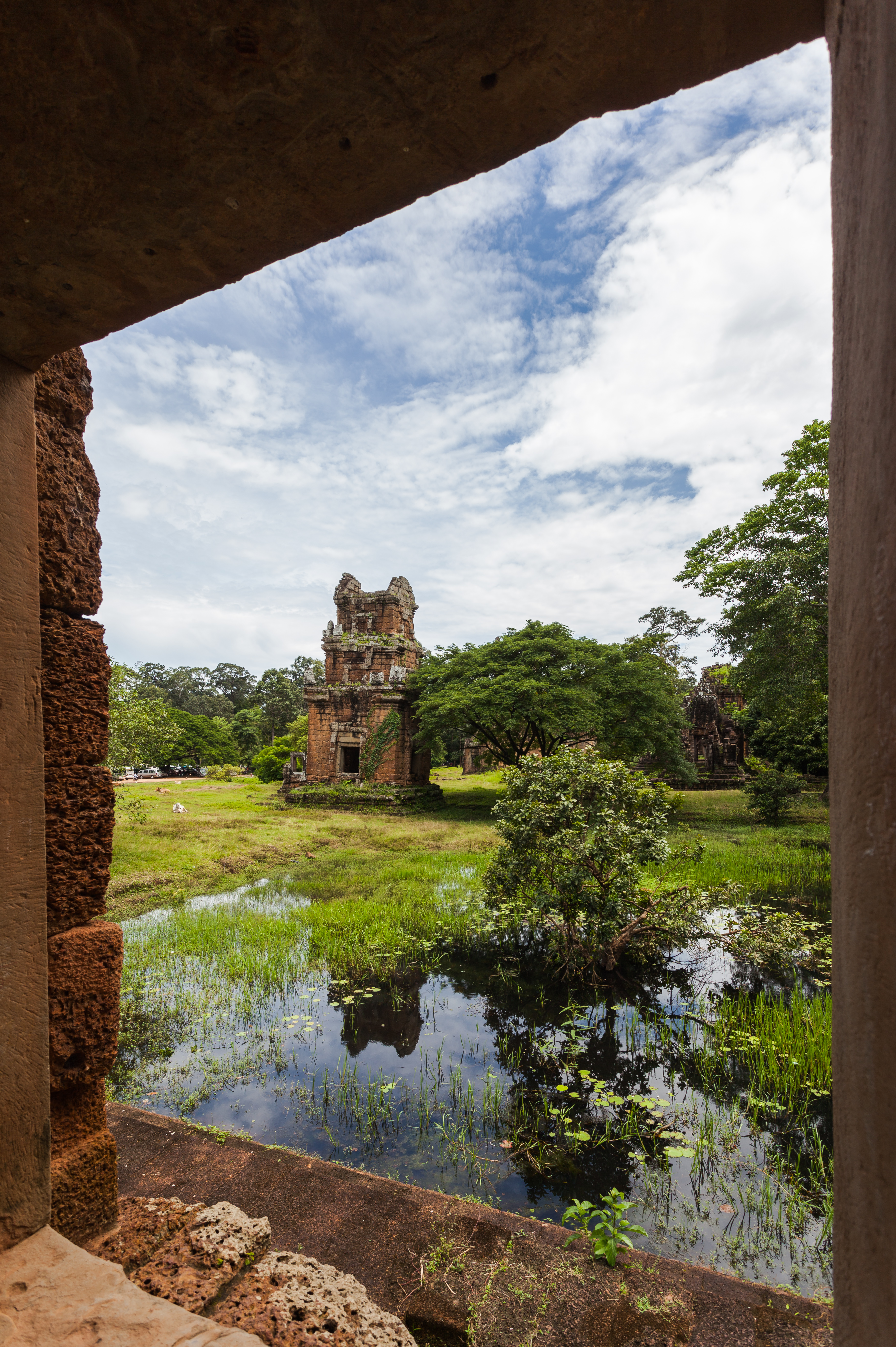
Eine Prasat Suor Prat

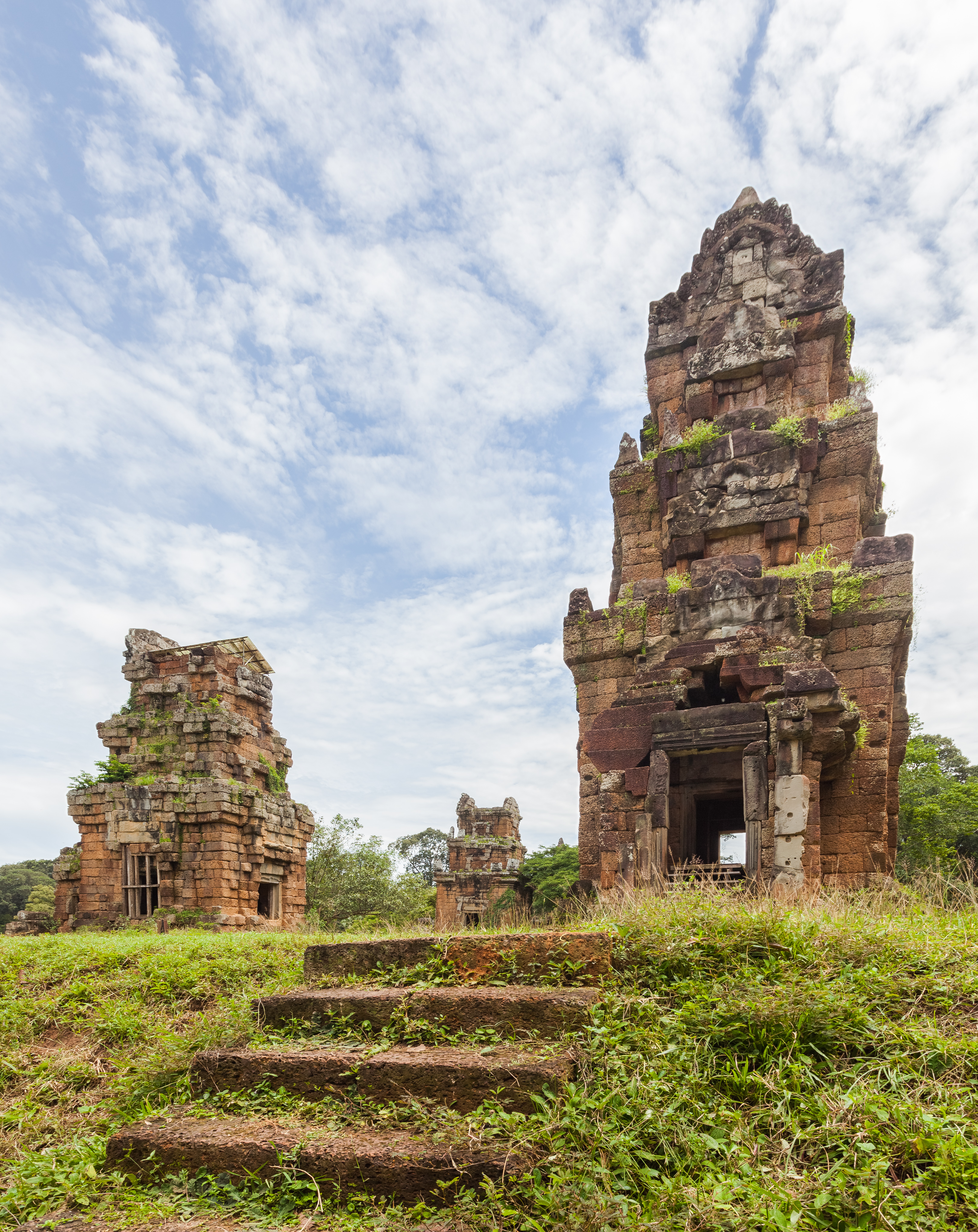
Treppe zu den Türmen

Prasat Suor Prat (Khmer: ប្រាសាទសួព្រ័ត ‚Türme der Seiltänzer‘) ist eine Reihe von zwölf Türmen innerhalb des Geländes von Angkor Thom in der Region Angkor der kambodschanischen Provinz Siem Reap. Der Standort der Bauten liegt ungefähr neun Kilometer nördlich des Zentrums der Stadt Siem Reap. Die Türme stehen in Nord-Süd-Richtung aufgereiht beidseitig der von West nach Ost verlaufenden sogenannten Siegesallee im nordöstlichen Viertel von Angkor Thom. Die Funktion der unter der Herrschaft von Indravarman II. errichteten Türme ist bis heute unklar.

## Beschreibung

### Anlage
Ein in die Haupthimmelsrichtungen weisendes Straßenkreuz gliedert Angkor Thom, die „Große Hauptstadt“ des historischen Angkorreichs, in Viertel. Knapp im nordwestlichen Viertel liegt die Terrasse der Elefanten. Gegenüber – auf der anderen Seite der Nord-Süd-Achse und parallel zu dieser – verläuft eine Reihe von zwölf sich gleichenden Türmen: Prasat Suor Prat. Vom zentral zwischen der Terrasse der Elefanten und den zwölf Türmen gelegenen Großen Platz aus führt ein Weg direkt nach Osten, sodass sechs Türme nördlich, sechs südlich dieser so genannten Siegesallee stehen. Lediglich die beiden die Siegesallee flankierenden Türme befinden sich nicht genau auf Achse mit den anderen, sondern sind leicht nach Osten versetzt.

### Architektur
Historiker datieren die aus Laterit und Sandstein erbauten, dreistöckig anmutenden, in Giebeln endenden Türme auf Ende des 12. bis Mitte des 13. Jahrhunderts. Die Grundrisse sind quadratisch. Die Tore weisen nach Westen und sind mit kleinen Vorhallen versehen. An den übrigen Wänden befinden sich jeweils große offene Fenster, nicht etwa Scheintore, wie es für Prasat (Türme) sonst üblich war; die Gebäude weichen stilistisch also deutlich von vergleichbaren Schreinen ab.

## Funktion
Der moderne Khmer-Name Prasat Suor Prat („Türme der Seiltänzer“) ist laut Zieger irreführend, laut Freeman und Jacques eindeutig unsinnig (siehe untenstehende Literaturhinweise). Die ursprüngliche Funktion der Gebäude ist unklar; vielleicht handelte es sich um Lingas enthaltende Shiva-Schreine. Der chinesische Diplomat Zhou Daguan (13. Jahrhundert) sah in ihnen Stätten der Gerichtsbarkeit. Er schrieb, die Kontrahenten würden ein bis drei Tage lang in getrennten Türmen verharren, von Mitgliedern ihrer Familien bewacht; anschließend sei einer von ihnen krank und damit schuldig, während der andere gesund bliebe. Für Historiker klingt diese Erklärung kaum glaubwürdiger als die Seiltanz-Hypothese.